# Прибайкалсоюз
Прибайкалсоюз — Прибайкальское торгово-промышленное товарищество кооперативов. Орган управления кооперативами в Западном Забайкалье (Бурятии).

## История
Прибайкалсоюз был образован на съезде кооператоров Западного Забайкалья, который проходил в Верхнеудинске с 19 по 22 января 1914 года. Деятельность товарищества осуществлялась по договору, а не по Уставу.
Основной задачей товарищество было: «снабжение необходимыми товарами кооперативов, экономически тяготеющих к Верхнеудинскому рынку, ведение посреднических операций между ними, приобретение и сбыт продуктов сельского хозяйства, устройство складов, открытие отделений, торговых агентур, контор, а также приобретение фабрик, заводов и обрабатывающих предприятий в свою собственность, аренда и покупка движимого и недвижимого имущества, заключение отношений с кредитными, страховыми и другими финансовыми учреждениями».
«Прибайкалсоюз» начал работу в марте 1914 года в составе 9 кооперативных обществ с суммой капитала 509 рублей. В 1915 году капитал вырос до 2770 рублей. В 1917 году Прибайкалсоюз объединял 195 обществ потребителей. В 1918 году в состав Прибайкалсоюза входило 226 кооперативов.
В 1915 году товарищество открыло в Верхнеудинске сушечно-пряничную мастерскую.
Во время Первой мировой войны Прибайкалсоюз занимался централизованными закупками продовольствия, сотрудничая с потребительским обществом «Экономия» и с органами местного самоуправления Верхнеудинска. В 1916 году было заготовлено товаров на сумму свыше 130 тысяч рублей.
Во время Первой мировой войны мелкие предприятия существенно сократили объёмы производства, многие закрылись. Прибайкалсоюз покупал у предпринимателей мелкие предприятия. Например, в 1916 году были приобретены:
- в селе Новая Курба кожевенный завод производительностью около 500 кож в месяц.
- в Верхнеудинске на Батарейной площади паровая мукомольная мельница и лесопильный завод за 190 тысяч рублей.

Кроме главного склада в Верхнеудинске товарищество открыло районные склады: в 1915 году в Петровском заводе, в 1916 году в селе Брянском около станции Селенга, в 1917 году в Троицкосавске, в 1918 году в Баргузине.
Прибайкалсоюз взял в аренду у правительства сроком на 30 лет маслобойный, чугунно-литейный и кирпичные заводы. Чугунно-литейный и кирпичные заводы находились в Нижней Берёзовке.
В ноябре 1917 года в Петровском Заводе был приобретён за 185 тысяч рублей бывший винокуренный завод Патушинского. В феврале 1918 года в зданиях винокуренного завода начали работу кожевенный и овчинный заводы. Кожевенный завод производил 12 тысяч кож в год. Овчинный завод выделывал 36 тысяч овчин в год. При овчинном заводе была мастерская по пошиву шуб, производительностью 7200 штук в год.
В 1917 году Прибайкалсоюз перешёл на устав и был переименован в «Прибайкальский союз кооперативов».
В конце 1918 года в Верхнеудинске был создан подпольный комитет РКП(б). «Прибайкалсоюз» возглавлялся меньшевиками и эсэрами: З. С. Кошиков, Чудинов, Тарбаев, Шатский. В «Прибайкальском союзе» большевики имели подпольную группу, в которую входили: М. Слободчикова, А. Мишарин, С. Комиссаров, И. Ковалёв..
В 1918 году у компании «Кравец, Коржавин и Винокуров» был арендован пароход «Компанион», который под новым наименованием «Кооператор» работал у Прибайкалсоюза три навигации. В 1921 году министерством транспорта пароход был передан обществу «Эко
номия», у которой в начале навигации 1921 года был взят военным командованием РСФСР.
После образования Дальневосточной республики кооперативное движение раскололось. Были образованы «Дальсоюз» и «Дальцентросоюз». «Прибайкалсоюз» входил в систему «Дальсоюза». «Дальсоюз» контролировали эсеры, «Дальцентросоюз» — большевики. Председателем правления Прибайкалсоюза до октября 1922 года был эсер Пётр Васильевич Шатский.
В конце 1920 года Прибайкалсоюз объединился с Верхнеудинским отделением «Забайкальского кредитного союза» (в состав союза вошли 234 потребительских кооператива и 59 кредитных кооперативов). 5 июня 1921 года собрание уполномоченных утвердило это слияние, и Союз был переименован в «Объединенный Прибайкальский союз кооперативов». В 1922 году в связи с советизацией Дальнего Востока союз был переименован в «Прибайкальский губернский союз рабоче-крестьянских кооперативов». 4 октября 1923 года бюро Бурят-Монгольского ВКП (б) приняло решение об объединении «Прибайкалсоюза» и «Буроблсоюза» в «Союз кооперативных обществ БМАССР» (Бурмонголкоопсоюз, с 1953 года Буркоопсоюз). Он подчинялся Центросоюзу СССР. 3 октября 1923 «Прибайкалсоюз» прекратил своё существование.

## Издательская деятельность
В апреле 1918 года Товарищество приобрело в Верхнеудинске типографию А. К. Кобылкина. В ноябре 1919 года эта типография была конфискована семёновской властью со всеми материалами и бумагой н увезена в Читу. В 1919 году в Троицкосавске товарищество
приобрело вторую типографию, которая до 1921 года частями перевозилась в Верхнеудинск.
В 1916 году была издана брошюра «Краткий очерк развития кооперации в России». В 1916 году совместно с Забайкальским кооперативным союзом Прибайкалсоюз издавал журнал «Кооперативное слово».
В типографии издавалась газета «Прибайкальская кооперация». Газета выходила приблизительно 1 раз в неделю или в две. Редактором газеты был Г. Г. Младов — советский писатель, писавший под псевдонимом Евгений Кораблев.
С 3 мая 1918 года по 17 августа 1919 года товарищество издавало газету «Прибайкальская жизнь». Редактировал газету этнограф Г. Д. Куренков (настоящее имя А. Н. Липский).
В начале 1920-х годов (до образования БМАССР) Прибайкалсюоз издавал «Прибайкальский календарь» и кооперативный журнал «Прибайкальский край» (1920—1921 год).
В 1923 году было издано два номера журнала «Бурят-кооператор».

## Общественная деятельность
В 1920—1922 годах «Экономия» и Прибайкалсоюз субсидировали работу Прибайкальского народного университета (ПНУ) ДВР.

## Известные сотрудники
- Лебедев, Евгений Владимирович — советский государственный и партийный деятель.

## Адреса в Улан-Удэ

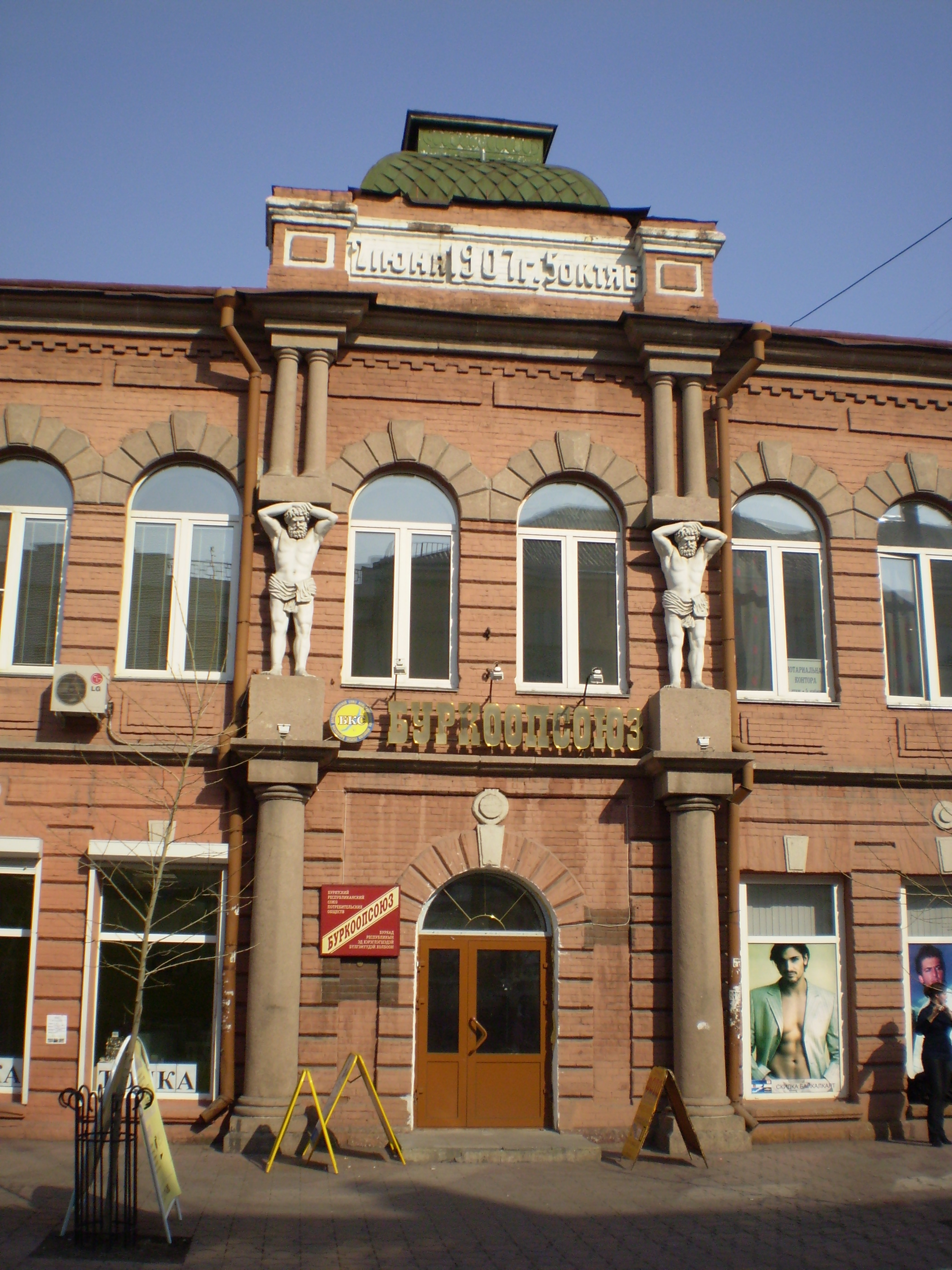
ул. Ленина, 30. Дом Капельмана.

- Ленина ул., 30 (Ленина ул., 32) — дом, в котором вела работу подпольная организация большевиков при Прибайкальском союзе сельского потребительского общества (Дом Капельмана). Памятник истории.

## Боны
В 1918 году «Прибайкалсоюз» выпускал заёмные письма (боны) номиналом от 50 до 500 рублей.